# Auriac-sur-Dropt
Auriac-sur-Dropt ist eine Gemeinde im Südwesten Frankreichs und liegt im Département Lot-et-Garonne in der Region Nouvelle-Aquitaine (bis 2016: Aquitanien).
Die Bewohner werden Auriacais genannt.

## Geographie
Auriac-sur-Dropt liegt in der Guyenne im Weinbaugebiet Côtes de Duras am Dropt und an der Route nationale 668 zwischen Moustier und Duras. Die Gemeinde wird aus den Ortsteilen Doche, Chapeau Rouge, Clamens, Pierres, Quercy sowie Pont d’Auriac aufgebaut.
Umgeben wird Auriac-sur-Dropt von den Nachbargemeinden:
| Duras                  |                                             |            |
|                        | Kompassrose, die auf Nachbargemeinden zeigt | Pardaillan |
| Saint-Pierre-sur-Dropt | Monteton                                    |            |

## Toponymie
Wie die dutzend anderen Orte im Südwesten des Landes, welche den Namen Auriac haben oder beinhalten, leiht die Gemeinde Auriac-sur-Dropt ihren Namen vom gallischen Aurius, gefolgt vom einst keltischen Suffix -acum, was zusammen Gebiet von Aurius bedeutet.
In der okzitanischen Regionalsprache lautet der Gemeindename Auriac de Dròt.

## Demographie
Die Bevölkerungsentwicklung in Auriac-sur-Dropt wird seit 1793 dokumentiert. Mit Ausnahme von 2006 wurden jährlich Statistiken durch die Insee veröffentlicht.
2015 zählte die Gemeinde 182 Einwohner, was ein Rückgang von 12,5 % gegenüber 2010 bedeutet.
| Jahr      | 1793 | 1800 | 1846 | 1876 | 1901 | 1946 | 1975 | 1999 | 2008 | 2013 | 2018 |
| --------- | ---- | ---- | ---- | ---- | ---- | ---- | ---- | ---- | ---- | ---- | ---- |
| Einwohner | 410  | 339  | 328  | 334  | 296  | 244  | 227  | 186  | 201  | 188  | 175  |

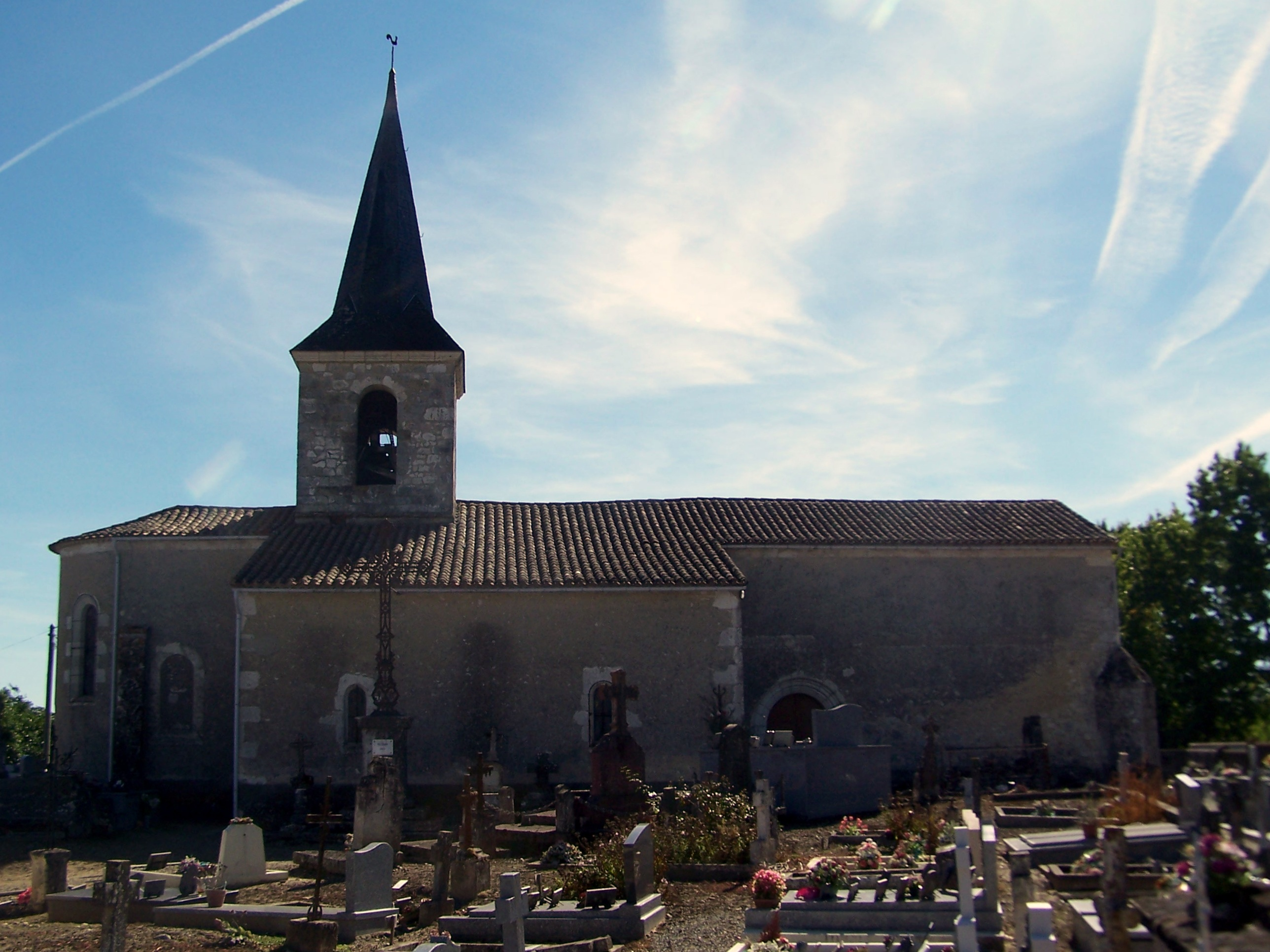
Nordansicht der Kirche Saint-Martin
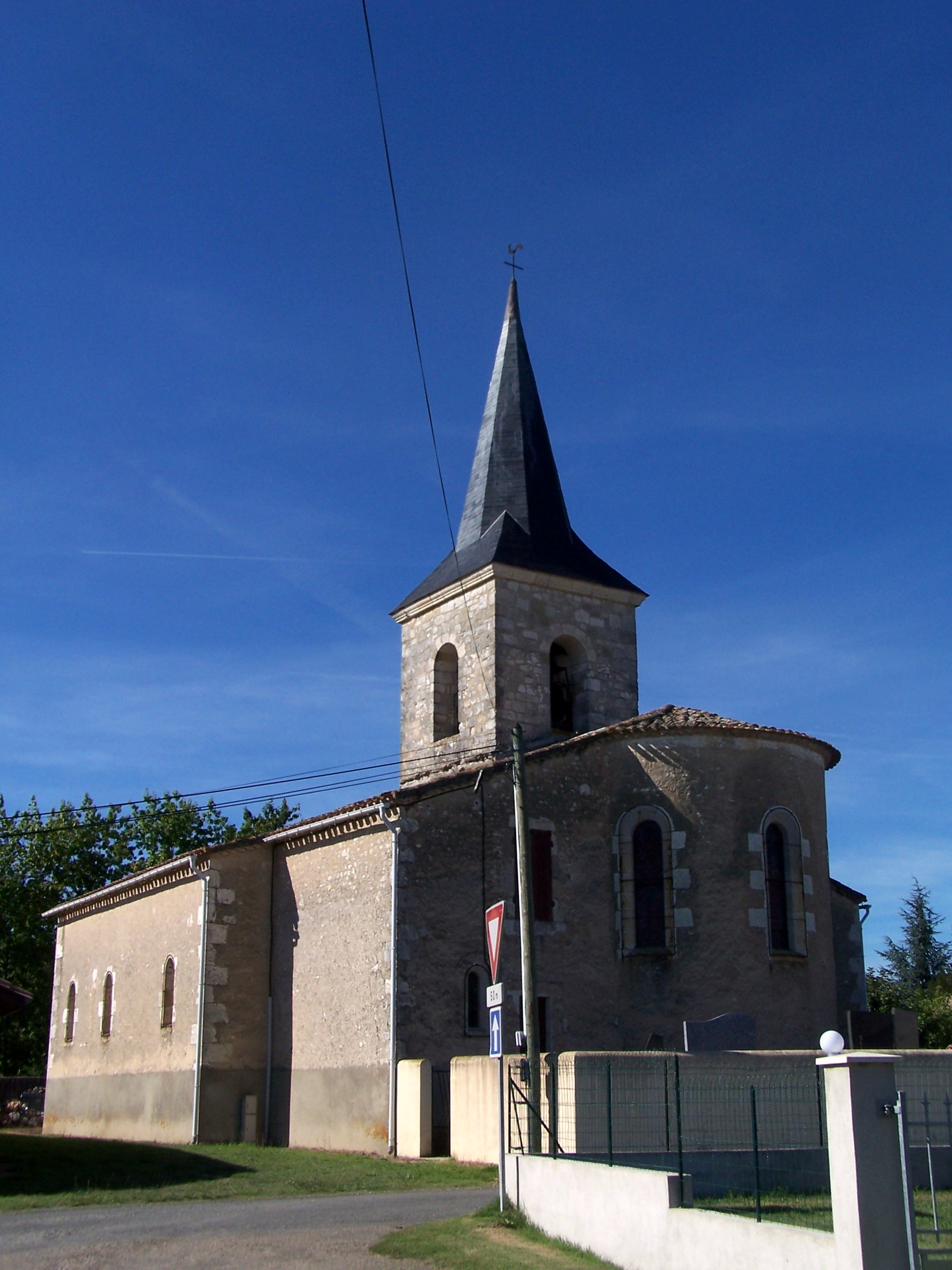
Ostansicht der Kirche Saint-Martin
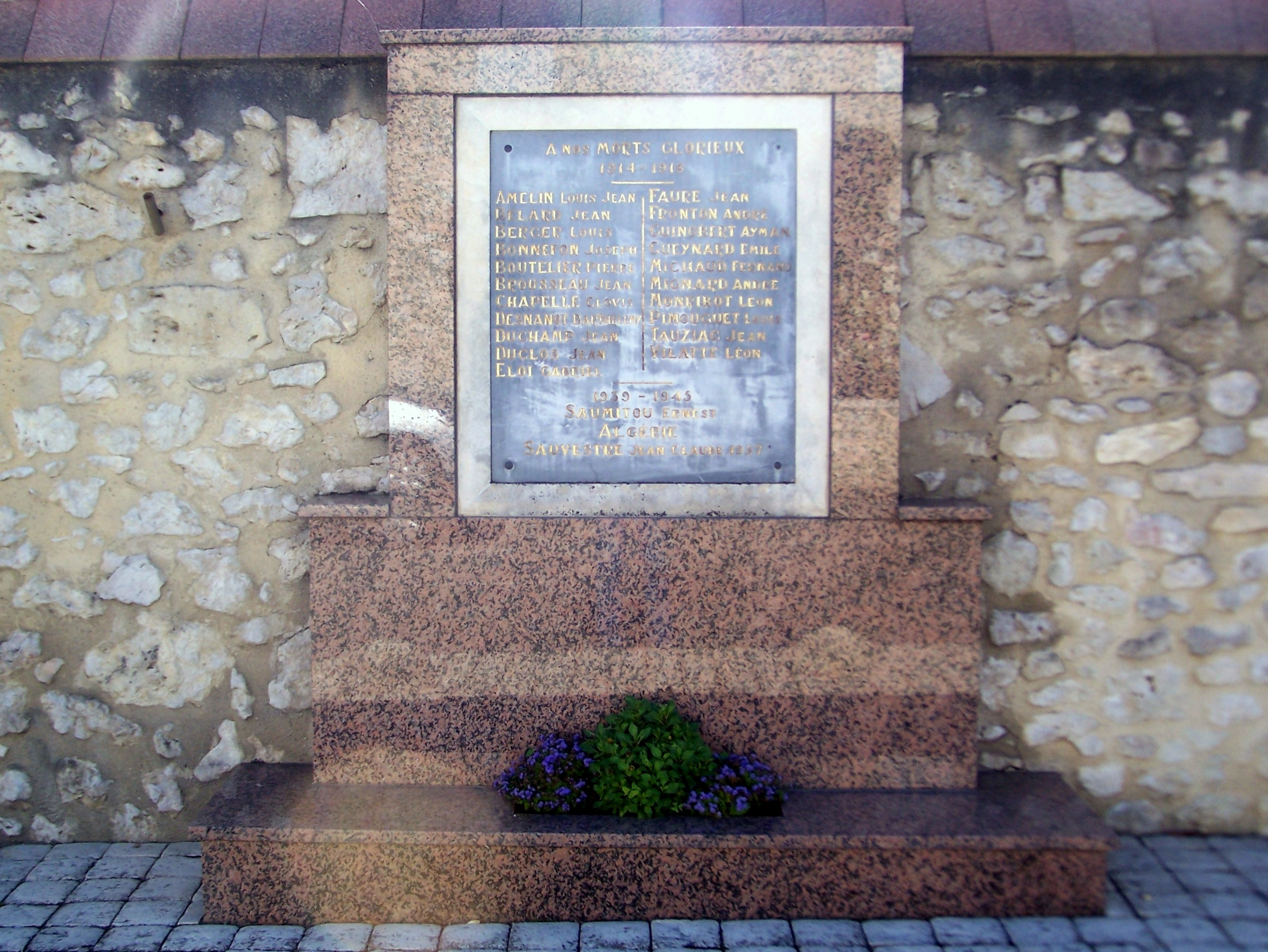
Stele auf dem Kirchfriedhof

## Persönlichkeiten
- Pierre Rosenberg (* 1936) fand im Zweiten Weltkrieg einen Unterschlupf in der Gemeinde